# Thrassis augustsoni
Thrassis augustsoni är en loppart som beskrevs av Hubbard 1949. Thrassis augustsoni ingår i släktet Thrassis och familjen fågelloppor. Inga underarter finns listade i Catalogue of Life.